# Campionati mondiali di nuoto in vasca corta 2024 - 100 metri dorso femminili
La gara dei 100 metri dorso femminili dei campionati mondiali di nuoto in vasca corta 2024 si è svolta il 10 e l'11 dicembre 2024 presso la Duna Aréna di Budapest.

## Podio
| Pos.    | Atleta            | Nazione     |
| ------- | ----------------- | ----------- |
| Oro     | Regan Smith       | Stati Uniti |
| Argento | Katharine Berkoff | Stati Uniti |
| Bronzo  | Ingrid Wilm       | Canada      |

## Record
Prima della manifestazione il record del mondo (RM) e il record dei campionati (RC) erano i seguenti.
|  | 54"27 | Regan Smith    | 1º novembre 2024 Singapore |
|  | 55"03 | Katinka Hosszú | 4 dicembre 2014 Doha       |

Durante la competizione è stato migliorato il seguente record:
|  | 54"55 | Regan Smith |

## Programma
| Data             | Ora   | Turno      |
| ---------------- | ----- | ---------- |
| 10 dicembre 2024 | 9:32  | Batterie   |
| 10 dicembre 2024 | 18:24 | Semifinali |
| 11 dicembre 2024 | 17:32 | Finale     |

## Risultati

### Batterie
| Pos. | Batteria | Corsia | Atleta                      | Nazionalità                   | Tempo   | Note |
| ---- | -------- | ------ | --------------------------- | ----------------------------- | ------- | ---- |
| 1    | 7        | 4      | Regan Smith                 | Stati Uniti                   | 55"86   | Q    |
| 2    | 6        | 4      | Iona Anderson               | Australia                     | 56"25   | Q    |
| 3    | 6        | 2      | Katharine Berkoff           | Stati Uniti                   | 56"33   | Q    |
| 4    | 6        | 5      | Anastasija Škurdaj          | NAA                           | 56"50   | Q    |
| 5    | 6        | 7      | Kylie Masse                 | Canada                        | 56"58   | Q    |
| 6    | 7        | 5      | Ingrid Wilm                 | Canada                        | 56"66   | Q    |
| 7    | 6        | 0      | Carmen Weiler               | Spagna                        | 56"68   | Q    |
| 8    | 5        | 5      | Qian Xinan                  | Cina                          | 56"69   | Q    |
| 9    | 6        | 9      | Miranda Grana               | NAC                           | 56"83   | Q    |
| 10   | 6        | 3      | Maaike de Waard             | Paesi Bassi                   | 57"01   | Q    |
| 11   | 5        | 3      | Louise Hansson              | Svezia                        | 57"14   | Q    |
| 12   | 7        | 3      | Pauline Mahieu              | Francia                       | 57"18   | Q    |
| 13   | 6        | 6      | Hanna Rosvall               | Svezia                        | 57"26   | Q    |
| 14   | 7        | 6      | Mizuki Hirai                | Giappone                      | 57"29   | Q    |
| 15   | 5        | 2      | Helena Gasson               | Nuova Zelanda                 | 57"43   | Q    |
| 16   | 5        | 6      | Zheng Huiyu                 | Cina                          | 57"52   | Q    |
| 17   | 5        | 4      | Kira Toussaint              | Paesi Bassi                   | 57"55   |      |
| 18   | 7        | 7      | Giulia D'Innocenzo          | Italia                        | 57"82   |      |
| 19   | 7        | 2      | Danielle Hill               | Irlanda                       | 57"95   |      |
| 20   | 5        | 7      | Elizaveta Agapitova         | NAB                           | 58"19   |      |
| 21   | 5        | 0      | Adela Piskorska             | Polonia                       | 58"31   |      |
| 22   | 7        | 1      | Milana Stepanova            | NAB                           | 58"47   |      |
| 23   | 4        | 4      | Xeniya Ignatova             | Kazakistan                    | 59"01   |      |
| 24   | 7        | 0      | Gabriela Georgieva          | Bulgaria                      | 59"06   |      |
| 25   | 4        | 5      | Fanny Teijonsalo            | Finlandia                     | 59"27   |      |
| 26   | 6        | 8      | Milla Drakopoulos           | Sudafrica                     | 59"33   |      |
| 27   | 5        | 1      | Dora Molnar                 | Ungheria                      | 59"37   |      |
| 28   | 6        | 1      | Aissia Prisecariu           | Romania                       | 59"39   |      |
| 29   | 4        | 1      | Abril Aunchayna             | Uruguay                       | 59"56   |      |
| 29   | 4        | 3      | Justine Murdock             | Lituania                      | 59"56   |      |
| 31   | 7        | 9      | Chloe Isleta                | Filippine                     | 59"71   |      |
| 32   | 5        | 8      | Cindy Cheung                | Hong Kong                     | 59"89   |      |
| 33   | 7        | 8      | Kim Seung-won               | Corea del Sud                 | 59"95   |      |
| 34   | 4        | 6      | Carla González              | Venezuela                     | 1:00"11 |      |
| 35   | 4        | 2      | Zuri Ferguson               | Trinidad e Tobago             | 1'00"12 |      |
| 36   | 3        | 7      | Masniari Wolf               | Indonesia                     | 1'00"43 |      |
| 37   | 3        | 5      | Teresa Ivan                 | Slovacchia                    | 1'00"45 |      |
| 38   | 3        | 4      | Elizabeth Jiménez           | Rep. Dominicana               | 1'00"57 |      |
| 39   | 4        | 0      | Laurent Estrada             | Cuba                          | 1'00"74 |      |
| 40   | 5        | 9      | Nika Sharafutdinova         | Ucraina                       | 1'00"79 |      |
| 41   | 2        | 4      | Jessica Humphrey            | Namibia                       | 1'00"95 |      |
| 42   | 4        | 9      | Melissa Diego               | Guatemala                     | 1'01"23 |      |
| 43   | 4        | 8      | Danielle Titus              | Barbados                      | 1'01"58 |      |
| 44   | 3        | 6      | Logan Watson-Brown          | Bermuda                       | 1'01"68 |      |
| 45   | 3        | 2      | Elisabeth Erlendsdóttir     | Fær Øer                       | 1'02"60 |      |
| 46   | 2        | 7      | Ashley Calderón             | Honduras                      | 1'02"83 |      |
| 47   | 2        | 5      | Lara Giménez                | Paraguay                      | 1'03"10 |      |
| 48   | 3        | 1      | Anishta Teeluck             | Mauritius                     | 1'03"40 |      |
| 49   | 3        | 3      | Natalia Zaiteva             | Moldavia                      | 1'03"41 |      |
| 50   | 2        | 3      | Taline Mourad               | Libano                        | 1'03"54 |      |
| 51   | 2        | 2      | Leanna Wainwright           | Giamaica                      | 1'04"18 |      |
| 52   | 3        | 8      | Ganga Senavirathne          | Sri Lanka                     | 1'04"40 |      |
| 53   | 4        | 7      | Enkh-Amgalangiin Ariuntamir | Mongolia                      | 1'04"46 |      |
| 54   | 3        | 0      | Wong Un Iao                 | Macao                         | 1'04"64 |      |
| 55   | 3        | 9      | Mia Laban                   | Isole Cook                    | 1'04"96 |      |
| 56   | 2        | 6      | Idealy Tendrinavalona       | Madagascar                    | 1'05"59 |      |
| 57   | 2        | 8      | Aaliyah Palestrini          | Seychelles                    | 1'06"67 |      |
| 58   | 2        | 1      | Nubia Adjei                 | Ghana                         | 1'07"58 |      |
| 59   | 1        | 3      | Piper Raho                  | Isole Marianne Settentrionali | 1'09"62 |      |
| 60   | 1        | 5      | Juthi Akter                 | Bangladesh                    | 1'11"25 |      |
| 61   | 2        | 0      | Ammara Pinto                | Malawi                        | 1'17"28 |      |
| 62   | 1        | 4      | Aliyana Kachra              | Tanzania                      | 1'22"52 |      |
| 63   | 2        | 9      | Chloe Ameara                | Vanuatu                       | 1'25"21 |      |

### Semifinali
| Pos. | Batteria | Corsia | Atleta             | Nazionalità   | Tempo | Note |
| ---- | -------- | ------ | ------------------ | ------------- | ----- | ---- |
| 1    | 2        | 4      | Regan Smith        | Stati Uniti   | 55"05 | Q    |
| 2    | 2        | 5      | Katharine Berkoff  | Stati Uniti   | 55"37 | Q    |
| 3    | 1        | 3      | Ingrid Wilm        | Canada        | 55"85 | Q    |
| 4    | 1        | 4      | Iona Anderson      | Australia     | 55"99 | Q    |
| 5    | 2        | 3      | Kylie Masse        | Canada        | 56"06 | Q    |
| 6    | 1        | 5      | Anastasija Škurdaj | NAA           | 56"07 | Q    |
| 7    | 2        | 6      | Carmen Weiler      | Spagna        | 56"09 | Q    |
| 8    | 2        | 7      | Louise Hansson     | Svezia        | 56"17 | Q    |
| 9    | 1        | 7      | Pauline Mahieu     | Francia       | 56"36 |      |
| 10   | 2        | 2      | Miranda Grana      | NAC           | 56"62 |      |
| 11   | 1        | 6      | Qian Xinan         | Cina          | 56"79 |      |
| 12   | 1        | 2      | Maaike de Waard    | Paesi Bassi   | 56"94 |      |
| 13   | 2        | 1      | Hanna Rosvall      | Svezia        | 57"24 |      |
| 14   | 1        | 1      | Mizuki Hirai       | Giappone      | 57"44 |      |
| 15   | 2        | 8      | Helena Gasson      | Nuova Zelanda | 57"64 |      |
| 16   | 1        | 8      | Zheng Huiyu        | Cina          | 58"07 |      |

### Finale
| Pos.    | Corsia | Atleta             | Nazionalità | Tempo | Note |
| ------- | ------ | ------------------ | ----------- | ----- | ---- |
| Oro     | 4      | Regan Smith        | Stati Uniti | 54"55 |      |
| Argento | 5      | Katharine Berkoff  | Stati Uniti | 54"93 |      |
| Bronzo  | 3      | Ingrid Wilm        | Canada      | 55"75 |      |
| 4       | 6      | Iona Anderson      | Australia   | 56"08 |      |
| 5       | 7      | Anastasija Škurdaj | NAA         | 56"11 |      |
| 6       | 2      | Kylie Masse        | Canada      | 56"21 |      |
| 7       | 1      | Carmen Weiler      | Spagna      | 56"39 |      |
| 8       | 8      | Louise Hansson     | Svezia      | 56"52 |      |